# MBS電話リクエスト ザ・ヒットナウ20
MBS電話リクエスト ザ・ヒットナウ20（エムビーエスでんわリクエスト - ）は、1982年10月4日から1983年4月2日までの間のナイターオフ期間、平日夜の時間帯に毎日放送（MBSラジオ）で放送されていたラジオ番組。
放送時間は月曜日〜金曜日 20:00〜21:50。

## パーソナリティ
- 赤木誠、寺嶋千恵子 （月〜木）[2]
- 伊東正治、佐々木美絵 （金曜）[2]

## 概要
平日20時台・21時台において、1977年度から1981年度まで5期連続で放送されて当時のトップアーティストをパーソナリティとして迎えていた『MBSミュージックマガジン』に代わり、リスナーとの距離をより縮めるのを目的としてオーソドックスな形態の電話リクエスト番組に転向。ポップスから歌謡曲、演歌までリクエスト曲はジャンルを問わず受け付け、常に変動するヒット曲を紹介し、そしてこれにまつわる話題や情報を盛り込んで発信していた、音楽番組や情報番組などの要素を持ち合わせた番組。毎日ゲストを迎えるコーナーも設けられていた。電話の受付開始時間は放送開始時間よりも1時間早い19:00、電話受付は番組の終了時間より1時間早い20:50で受付を終了していた。

## コーナー
- 今週の推薦曲 （月〜金）[2]
- ギャルズジョッキー （月〜金）[2]
  - 本番組と同じ1982年10月に深夜1:30〜2:30でスタートした『MBSミスキャンパスDJ』の第1期の女子大生パーソナリティが出演[5]。キャンパス情報を中心に伝えていた[2]。
- あなたのリクエスト （月〜金）[2]
- ゲストコーナー （月〜金）[2]
- ミュージックイベントガイド （金曜）[2]
- 毎日ニュース・お天気のお知らせ[2]